# Госел
Госел (њем. Gossel) општина је у њемачкој савезној држави Тирингија. Једно је од 44 општинска средишта округа Илм. Према процјени из 2010. у општини је живјело 505 становника. Посједује регионалну шифру (AGS) 16070023.

## Географски и демографски подаци
Госел се налази у савезној држави Тирингија у округу Илм. Општина се налази на надморској висини од 490 метара. Површина општине износи 13,5 km². У самом мјесту је, према процјени из 2010. године, живјело 505 становника. Просјечна густина становништва износи 37 становника/km².